# Bruce Abbott
Bruce Abbott est un acteur américain, né le 28 juillet 1954 à Portland, dans l'Oregon (États-Unis).

## Biographie
Il débute comme acteur de scène et danseur au festival Shakespeare de l'Oregon. En 1980 il quitte Portland et part pour Hollywood où il entame peu après une carrière d'acteur de cinéma.

## Filmographie

### Cinéma
- 1982 : T.A.G.: Le Jeu de l'Assassinat (Tag: The Assassination Game) : Loren Gersh
- 1985 : Re-Animator : Dan Cain
- 1987 : Interzone : Swan
- 1987 : Summer Heat de Michie Gleason (en) : Jack Ruffin
- 1988 : Bad Dreams : Dr Alex Karmen
- 1988 : L'Amour au hasard (Casual Sex?) : Keith
- 1990 : Re-Animator 2, la fiancée de Re-Animator (Bride of Re-Animator) : Dr Dan Cain
- 1995 : Justice à Metro City (The Demolitionist) : Prof. Jack Crowley
- 2002 : Trance : Taylor Black

### Télévision
- 1982 : Les Bleus et les Gris (The Blue and the Gray) (feuilleton TV) : Jake Hale Jr.
- 1984 : L'Opération de la dernière chance (Why Me?) (TV) : Markus
- 1985 : Command 5 (TV) : Deke Williams
- 1985 : MacGyver (série TV) : Kossov (Saison 1, épisode 3)
- 1988 : Viva Oklahoma (en) (Baja Oklahoma) (TV) : Dove Christian
- 1988 : Out of Time (en) (TV) : Channing Taylor
- 1989 : Seule dans la tour de verre (Trapped) (TV) : John Doe
- 1990 : Johnny Ryan (TV) : Tom Kelly
- 1990 : Kaléidoscope (en) (Kaleidoscope) (TV) : Sam (Father)
- 1991 : Dillinger (en) (TV) : Harry Pierpont
- 1991 : Arabesque : épisode La voix du sang : Wayne Metzger
- 1992 : Le Juge de la nuit (Dark Justice) (série TV) : Juge Nicholas Marshall #2
- 1995 : Black Scorpion (TV) : Michael Russo
- 1995 : Arabesque : épisode Meurtre à l'opéra : Drew Granger
- 1997 : Melanie Darrow (TV) : Alex Kramer
- 1998 : The Prophecy 2 (vidéo) : Thomas Daggett